# Godin Tepe
Pour les articles homonymes, voir Godin.

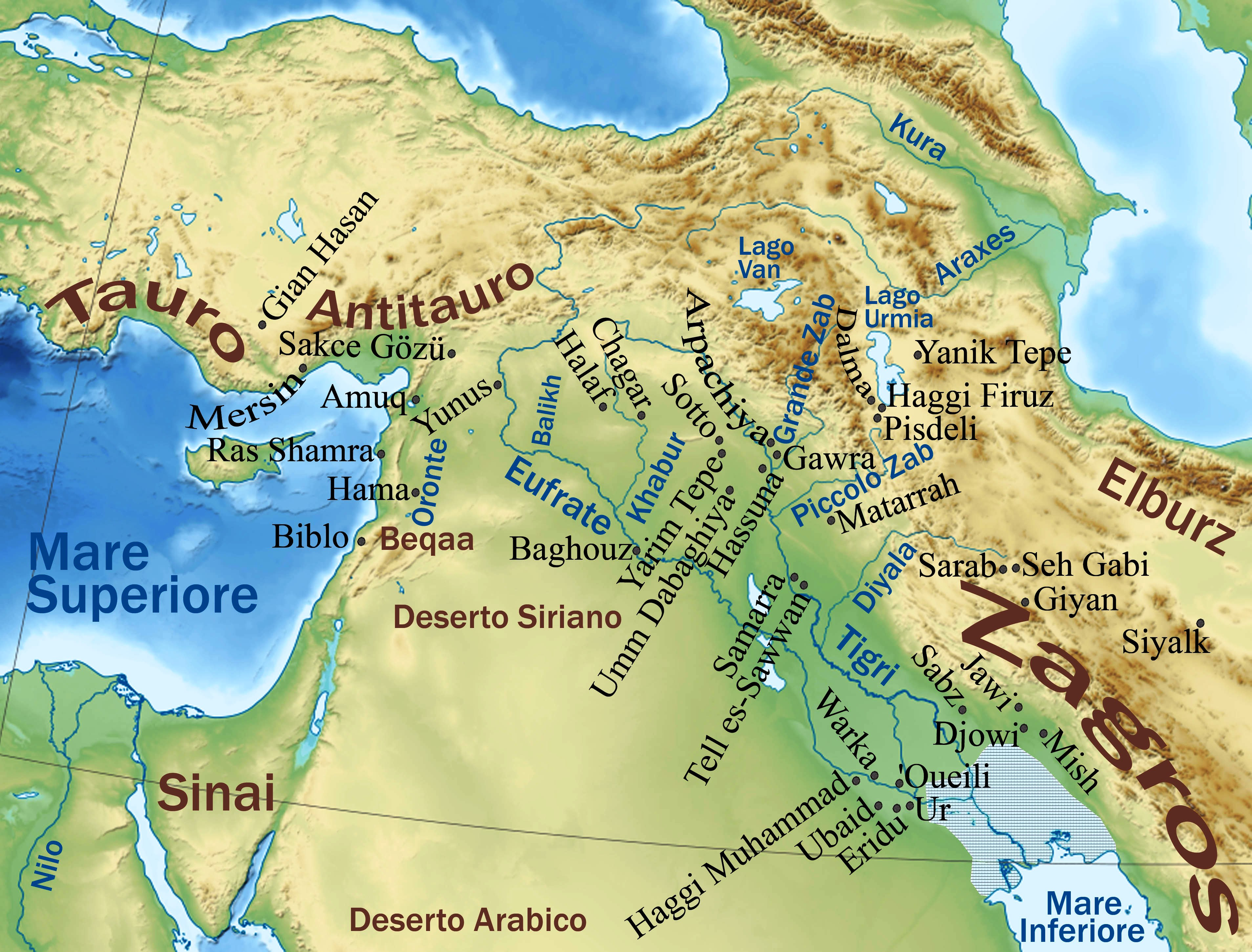
Sites importants du Proche-Orient durant la période d'Obeïd. Les sites voisins de Seh Gabi et de Godin Tepe au nord des monts Zagros font l'objet de campagnes archéologiques.

Godin Tepe est un site préhistorique situé dans la vallée de Kangavar, au nord des monts Zagros, dans l'ancien Croissant fertile et l'ouest actuel de l'Iran. Découvert en 1961, le site a été mis au jour à partir de 1965 et pendant les années 1970 par une expédition américaine dirigée par T. Cuyler Young Jr. et parrainée par le Musée royal de l'Ontario (Canada). L'importance du site est due au fait qu'il était établi sur l'une des routes commerciales joignant la plaine mésopotamienne au plateau iranien via la vallée de Kangavar. Il contrôlait notamment l'ancien commerce du lapis-lazuli entre Badakhchan, dans l'Afghanistan actuel, et la cette plaine. Cuyler-Young a suggéré l'existence de comptoirs commerciaux élamites sur le site établi par des commerçants de Suse ou une élite locale influencée par les cultures méridionales d'Uruk, de Sumer et de Susiane.
Ce site archéologique est notamment connu pour avoir livré des résidus de vin et de bière chimiquement identifiés sur des tessons de céramique provenant des niveaux de la période V. La signature chimique de la fermentation alcoolique montre l'utilisation et la fabrication précoce de vin de raisin et de bière d'orge au Proche-Orient, vers 3 400-3 000 av. J.-C..

## Archéologie

### Occupation primitive
Bien que les fouilles se soient concentrées sur les niveaux II (jusqu'à -500 ?) à V (vers -3200 à -3000), le site a été habité bien plus tôt, vers -5000.

### Niveau V
Au cours de la campagne de 1973, le niveau V a été fouillé par une coupe profonde à partir de la citadelle. Il a été occupé dans la période allant de -3200 à 3000. À la fin du niveau V la continuité de l'occupation a subi une nette interruption. Des traces d'incendie ont été mises en évidence, comme dans la chambre 22 dont le toit avait brûlé. Les maisons étaient en général bien conservées et contenaient de nombreux objets façonnés, mais pas d'objets en métal précieux. Les indices archéologiques tendent à démontrer que l'endroit a été abandonné rapidement, mais de manière organisée.
La poterie du niveau V trahit des influences de la culture d'Obeïd, avec des parallèles à Suse, Ourouk (IV) et Nippour. Toutefois les grandes jarres de conservation typiques de Jemdet Nasr, connues par le site de Nippour, et les bols à bord biseauté d'Ourouk font défaut.
Treize empreintes de sceaux et deux sceaux cylindriques ont été retrouvés au niveau V. Ils ont manifestement été produits sur place, comme l'a montré la découverte d'un cylindre non gravé. Les empreintes de sceaux montrent un parallèle avec Ourouk, Suse et d'autres sites du Khouzestan. Ils étaient partiellement décorés de perforations. Le matériau de base était la stéatite, parfois recuite.
43 tablettes d'argile ont été trouvées à ce niveau, dont 27 avaient été conservées d'un seul tenant. Elles portaient essentiellement des comptes, comme celles qui ont été découvertes sur les sites temporaires proto-élamites et de la période d'Ourouk dans l'ouest de l'Iran et en Mésopotamie.

### Niveau IV
Le niveau IV (-3000 à -2650) représente l'« invasion » de la culture Yanik septentrionale (ou culture primitive transcaucasienne du Bronze I), connue surtout par Yanik Tepe, en Azerbaïdjan). Les seuls vestiges architecturaux notables de cette période consistent en une série de foyers plâtrés (?) T.Cuyler Young Jr. a défini trois groupes principaux de poterie à ce niveau. Deux de ces groupes appartiennent à la culture primitive transcaucasienne de l'Âge du Bronze. L'un de ces groupes porte deux types de matériau recuit à grain grossier ; l'un de ces types se caractérise par une surface gris anthracite brillante, le plus souvent avec des couleurs contrastives à l'intérieur et à l'extérieur des récipients. Ce type de matériau grossier était utilisé pour produire entièrement des bols. Les bols coniques décorés de motifs en creux et en relief sont courants ; les motifs en creux sont parfois remplis d'une pâte blanchâtre. Le deuxième type est de couleur plus claire, souvent marron ou chamois rosâtre. La surface des récipients est soit polie, soit brute. Outre les bols, on trouve des pots présentant des bords saillants et des cols concaves ou renfoncés.
Le deuxième groupe de poterie transcaucasienne trouvé à Godin Tepe a été classé comme articles ordinaires. Ils sont de grain moyen et n'ont pas été très bien cuits. Cette catégorie de poterie est de la même gamme de couleur que la poterie grossière. Les surfaces sont très polies quoique les récipients à intérieur clair et extérieur sombre prédominent. Elle prend principalement la forme de coupes, incluant les types à col renfoncé. La décoration est similaire par le style et la technique aux ustensiles précédents en matériau grossier, mais les motifs en relief sont moins fréquents.

### Niveau III
Le niveau III (de -2600 à -1500/1400 environ) met en évidence des relations avec Suse et la plus grande partie du Louristan, et il a été suggéré qu'il appartenait à la confédération élamite.
Vers -1400, Godin Tepe a été abandonné, et n'a pas été réoccupé jusque vers les années -750.

### Niveau II
Le niveau II est représenté par une structure unique, un complexe architectural fortifié (133 m × 55 m), dont les murs étaient édifiés en briques de terre, et qui était occupé par un chef tribal mède. Les salles à colonnes appartiennent à la même tradition architecturale que celles de l'Empire perse tardif (Pasargadae, Suse, Persépolis), initialement reconnue à Hasanlu (V). La poterie du niveau II (uniquement des articles micacés couleur chamois tournés à la meule) présente de fortes analogies avec celle des sites de l'Âge du fer tels que Baba Jan (I), Jameh Shuran (IIa), Tepe Nush-i Jan et Pasargadae.
Godin fut à nouveau abandonné au cours du VIe siècle av. J.-C. peut-être à la suite ou par anticipation de l'expansion de Cyrus le Grand (vers -550) (selon Brown, 1990) ou à la suite de l'interruption d'un processus de stratification sociale et de formation d'un état secondaire après la chute de l'Assyrie (Sancisi-Weerdenburg 1988, p. 203).

### Niveau I
Il s'agit d'un sanctuaire islamique tardif (XVe siècle environ).